# Joaquim Pinto de Araújo Cintra
Joaquim Pinto de Araújo Cintra, terceiro barão de Campinas, (Atibaia, 5 de agosto de 1824 — São Paulo, 13 de janeiro de 1894).
Era filho de Joaquim Desidério Pinto e de Antônia Bernardina de Araújo Cintra. Casou-se, em 1851, com Ana Francisca de Araújo Cintra, filha de Joaquim Cintra da Silveira e de Helena de Morais Cintra. Helena e Antônia Bernardina eram irmãs, logo, Joaquim e sua esposa Ana eram primos-irmãos. Ana também era irmã do Barão de Sintra. O casal teve oito filhos, entre os quais, o banqueiro José Pinto do Carmo Cintra e o médico e político Joaquim Pinto da Silveira Cintra.
Viveu grande parte de sua vida no município paulista de Amparo, onde se estabeleceu como grande senhor de terras e importante contribuidor em ações sociais, como a criação da Santa Casa Anna Cintra, hospital estratégico na manutenção da saúde pública de todos os municípios polarizados por Amparo.
Nos anos de 1870, hospedou em seu palacete em Amparo o Imperador Dom Pedro II, quando da visita do monarca à região cafeeira de Amparo.
Atualmente, no município de Amparo, uma tácita lembrança do Barão de Campinas é o palacete em que viveu (hoje, Patronato de Jesus), localizado na rua cujo nome o homenageia. Patronato transformado no ano de 2017 em cúria diocesana da Diocese de Amparo.